# Teix de l'Obac
El teix de l'Obac (Taxus baccata) és un arbre que es troba a Vacarisses (el Vallès Occidental), el qual és una de les rareses botàniques més remarcables de la comarca, ja que aquesta espècie és extremadament rara al Vallès.

## Dades descriptives
- Perímetre del tronc a 1,30 m: 1,62 metres.
- Alçada: 18 metres.
- Amplada de la capçada: 6 x 6 metres (amplada mitjana capçada: 6 metres).
- Altitud sobre el nivell del mar: 584 metres.[1]

## Aspecte general
Es troba en molt mal estat, ja que la capçada té poques fulles i el tronc és totalment buit, per bé que no hi ha signes d'infeccions ni atacs d'insectes. Podria trencar-se per efecte del vent o la neu. No es coneix quina és la seua edat real, tot i que es calcula que podria passar dels mil anys. És un dels grans arbres del massís de Sant Llorenç del Munt i l'Obac i l'únic representant de la seua espècie al susdit massís. Per això, hi ha una proposta per a clonar-lo.

## Accés
És ubicat a la carena del Teix, prop del Coll de l'Obac. Des de Terrassa, cal prendre la carretera B-122 en direcció a Rellinars. Pocs metres abans del quilòmetre 10, assolim la Collada de l'Obac, on tombem a l'esquerra per enfilar l'estreta carretera que va a Vacarisses (indicador). Recorreguts uns 300 metres, prenem la pista de terra que arrenca a mà dreta (indicació Carena del Teix). A uns 300 metres més enllà la pista mor al costat d'una casa, on podem deixar el cotxe. Seguim a peu pel camí carener en direcció oest. Al cap d'uns 5 minuts passem per davant d'una casa bastida al capdamunt de la carena. 30 metres més enllà, abandonem la carena i tombem a la dreta en un angle de noranta graus per trobar un corriol marcat amb fites de pedra que s'adreça al vessant nord. Després d'un tram planer, el corriol davalla al fons d'una ombrívola canal on s'alça el teix. Coordenades UTM: 31T X0412308 Y4607851.